# Blue Circle
Blue Circle is een Nederlandse productiemaatschappij van televisieprogramma's. Het bedrijf is 100% dochter van Fremantle, dat op zijn beurt weer een dochter van de RTL Group is.
Blue Circle begon als RTL 4 Productions en werd later Holland Media House (HMH). HMH was het eigen productiebedrijf van de Holland Media Groep (HMG) dat voortkwam uit een samenwerking tussen de omroeporganisaties RTL 4, RTL 5 en Veronica. Sinds RTL4, RTL5 en Veronica hun krachten hadden gebundeld werd dit een voortzetting van RTL4 Productions die voornamelijk infotainment-achtige programma's maakte. In de eerste jaren werden exclusief programma's voor de HMG-zenders geproduceerd. Daarna produceerde HMH ook programma's voor de overige omroepen. In 2001 ging men verder als Blue Circle. 
In 2001 droeg de Holland Media Groep haar 50% belang in Blue Circle over aan FremantleMedia Operation. In 2004 werd Holland Media House een zelfstandige productiemaatschappij onder de naam Blue Circle.

## Bekende programma's
- Dancing with the Stars
- Eigen Huis & Tuin
- Heel Holland Bakt
- Geef mij nu je angst
- Boer zoekt Vrouw
- Idols
- De zwakste schakel
- X Factor
- Een dubbeltje op zijn kant
- 5 tegen 5
- Take Me out
- Hole in the wall
- Lama Gezocht
- Hoe schoon is jouw huis
- Holland's Got Talent
- Succes Verzekerd
- Help, mijn man is Klusser!
- Help, mijn man heeft een Hobby!
- Bouwval gezocht
- Doe maar normaal
- Minute to win it
- De Herkansing
- Wie van de Drie
- Kat in de zak
- Project Catwalk
- My Name Is Michael
- My Name Is
- RTL Boulevard
- RTL Late Night
- The Bachelor
- VTBL
- Welcome Home
- Mooi was die tijd
- De beste
- Scrooged
- Het Moment van de Waarheid
- Connected
- Zomer met Art
- De Villa
- Tough as Nails Nederland
- Fout maar goud
- B&B Vol Liefde
- Winter Vol Liefde